# Ritter (Iowa)
Pour les articles homonymes, voir Ritter.
Ritter est une communauté non constituée en municipalité du comté d'O'Brien, en Iowa, aux États-Unis.

## Histoire
Elle est fondée en 1901, lorsque la ligne de chemin de fer Chicago, St. Paul, Minneapolis arrive dans la région et est nommée en référence à J. L. Ritter, un employé ferroviaire.

## Source de la traduction
- (en) Cet article est partiellement ou en totalité issu de l’article de Wikipédia en anglais intitulé « Ritter, Iowa » (voir la liste des auteurs).